# Absolute Garbage
Absolute Garbage é o primeiro Greatest Hits da banda estadunidense Garbage, lançado em 2007. O álbum traz uma retrospectiva em áudio e vídeo de mais de dez anos de carreira da banda.

## História do álbum
Anunciado em 19 de Janeiro de 2007 no fansite da banda, Butch Vig anunciaria que o período de hiato da banda estaria por acabar, Butch diz ainda que estaria gravando novas músicas para um álbum novo, um "Best Of" da banda. Também revelaria que ele tinha interesse de gravar um B-side e incluir mais alguns adicionais neste álbum, pois declarou que havia uma quantidade considerável de material, e acharia justo expor aos fans.
No início do mês de maio Absolute Garbage estaria sendo confirmado. Uma premier exclusiva para o primeiro single também estaria sendo marcado e exibido no dia 19 de Maio pela mídia televisiva digital da gravadora Virgin. No dia seguinte, uma cópia do vídeo foi carregado no fansite oficial da banda. Alguns dias depois, uma premier nacional estaria sendo exibida para o Reino Unido inteiro em um canal televisivo. O site oficial da banda estaria confirmando como seria lançada a compilação, e deu os seguintes detalhes: uma versão normal (CD), uma versão Limited Edition (2CD), e um DVD incluindo vídeos da banda. O CD seria composto por 17 sucessos da banda onde haveria a nova faixa composta pela banda e o CD bônus da edição limitada seria composto por alguns remixes escolhidos pela banda, como dito antes alguns exclusivos. O DVD teria 15 videoclipes, onde vídeos como "Androgyny" e "Sex Is Not the Enemy" não estariam inclusos nesta compilação (A faixa/single "Tell Me Where It Hurts" foi excluída da edição Norte-Americana). Um mini documentário exclusivo também está incluso no DVD.

## Singles
Em 9 de Julho estaria marcado o lançamento do CD single de "Tell Me Where It Hurts" onde estaria incluso o primeiro B-side do álbum, a canção "Betcha", onde seria lançado somente com a versão CD do single. Segundo informações do fansite da banda o single teria falhado no Top 40 Inglês.
O segundo single que foi especulado, foi "It's All Over But The Crying", do álbum Bleed Like Me de 2005, onde também foi cotado como último single do álbum, mas com o hiato da banda acabou não sendo executado. Com a falha do primeiro single de Absolute Garbage, ficaram rumores de que não seriam mais lançados singles do álbum.

### B-Sides
- "Betcha" — 4:39
- "Bad Boyfriend" [Sting Like A Bee Remix] — 5:03
- "All The Good In This Life" — 4:19

| Críticas profissionais                                                      | Críticas profissionais |
| Avaliações da crítica                                                       | Avaliações da crítica  |
| Fonte                                                                       | Avaliação              |
| --------------------------------------------------------------------------- | ---------------------- |
| allmusic                                                                    | [ 8 ]                  |
| BBC                                                                         | (favorável)            |
| Digital Spy                                                                 | [ 10 ]                 |
| Heat Magazine                                                               | [ 11 ]                 |
| Okayplayer                                                                  | [ 12 ]                 |
| PopMatters                                                                  | [ 13 ]                 |
| Slant Magazine                                                              | [ 14 ]                 |
| Esta tabela precisa de ser acompanhada por texto em prosa. Consulte o guia. |                        |